# Oskar Heinroth
Oskar August Heinroth, född 1 mars 1871 i Wiesbaden, död 31 maj 1945 i Berlin, var en tysk zoolog.
Heinroth deltog som läkare och zoolog i en expedition till Nya Guinea och Bismarcksarkipelagen 1900–1901. Han uppgjorde förslag till och blev 1913 kustos för det nya akvariet vid Zoologischer Garten i Berlin, vars direktör han blev 1929. 1929–1936 var han även ledare för Vogelwarte Rossitten. Heinroths arbeten omfattar psykologiska fågelstudier samt undersökningar över fåglarnas dräktväxlingar. Tillsammans med sin hustru Katharina Heinroth, utgav han Die Vögel Mitteleuropas (4 band, 1924–1933).